# Totò all'inferno
Totó no Inferno  é um filme italiano de 1955, dirigido por Camillo Mastrocinque.

## Sinopse
Antonio Marchi, um ladrão deprimido, depois de várias tentativas de suicidio, consegue morrer afogado e vai parar ao inferno. Aqui reconhecem-no como uma reencarnação de Marco António e é atirado por Belfegor para os braços de Cleópatra, que faz parte do grupo Lussuriosi, por amabilidade do Diabo, em vez de ir parar ao grupo dos Violentos. Mas  o encontro entre os dois é mal visto por Satanás, ciumento da mulher, pelo que, Totò, para escapar à sua ira, escapa novamente para a Terra. 

## Elenco
- Totò: Antonio Marchi
- Franca Faldini: Maria
- Galeazzo Benti: Cantante club esistenzialista
- Tino Buazzelli: il diavolo segretario
- Giulio Calì: Caronte
- Vincent Barbi: Al Capone
- Mario Castellani: Cri cri
- Mario Pisu: Tolomeo
- Maria Frau: Cleopatra
- Fulvia Franco: la dirimpettaia
- Nerio Bernardi: Satana
- Olga Solbelli: La madre di Cleopatra
- Pietro Tordi: il pazzo
- Guglielmo Inglese: Il Cavaliere Scardacchione
- Ignazio Balsamo: infermiere
- Dante Maggio: Pacifico